# Jumel
Jumel là một xã ở tỉnh Somme, vùng Hauts-de-France, Pháp.

## Địa lý
Thị trấn này tọa lạc trên giao lộ giữa đường D7 và đường D920, hai bên bờ sông Noye, khoảng 10 dặm Anh về phía nam của Amiens.

## Địa điểm nổi bật

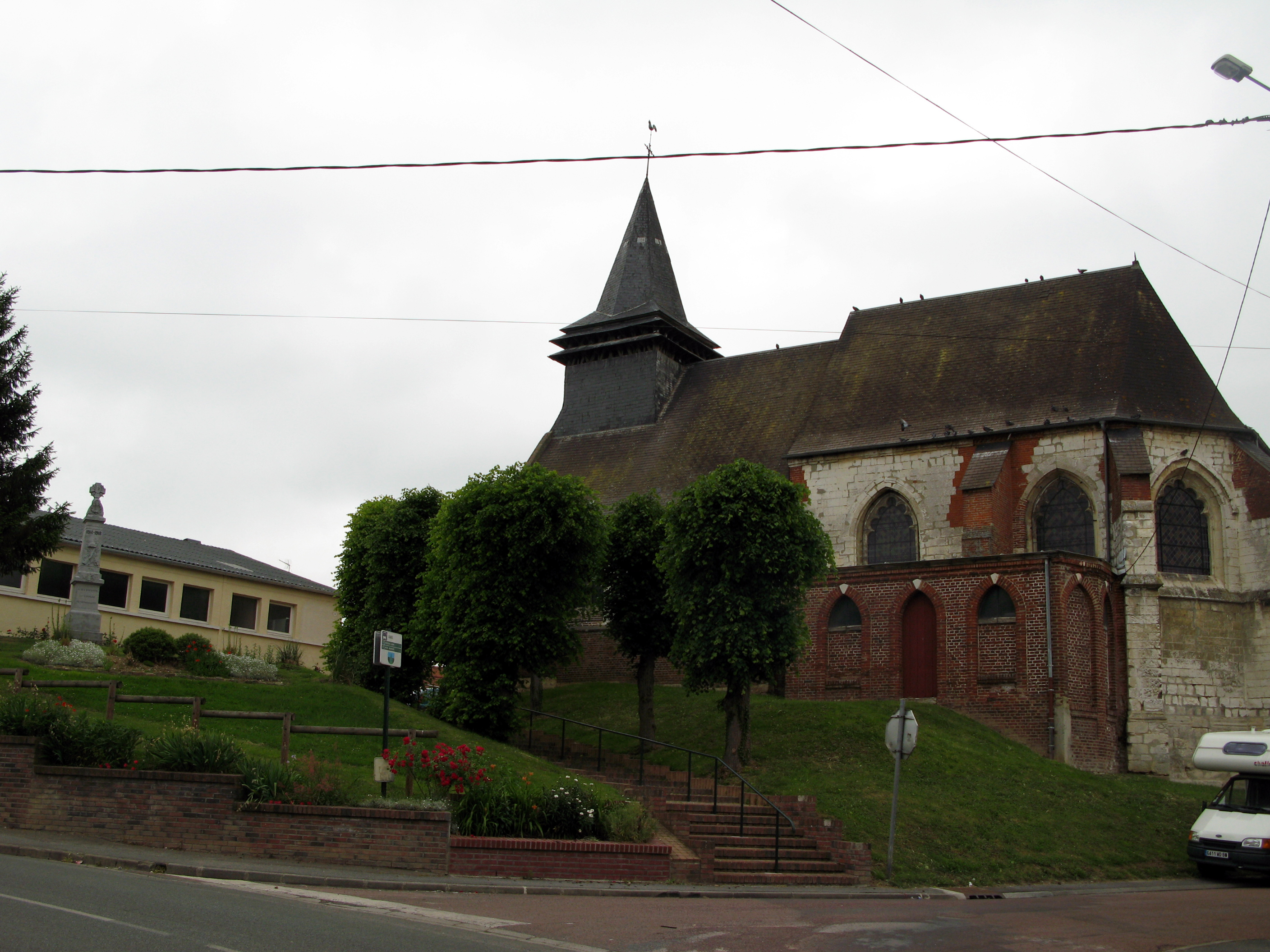
Giáo đường

## Dân số
| 1962                                                           | 1968 | 1975 | 1982 | 1990 | 1999 |
| -------------------------------------------------------------- | ---- | ---- | ---- | ---- | ---- |
| 284                                                            | 322  | 291  | 268  | 303  | 368  |
| Số liệu điều tra dân số từ năm 1962, dân số không tính hai lần |      |      |      |      |      |